# منتجات أفون
شركة أفون للمنتجات هي شركة تسويق متعددة المستويات في فئات الجمال والأسرة والعناية الشخصية. بلغت مبيعات أفون السنوية 5.5 مليار دولار في جميع أنحاء العالم في عام 2018.
إنها خامس أكبر شركة تجميل، مع 6.4 مليون ممثل، وهي ثاني أكبر مؤسسة للبيع المباشر في العالم (بعد أمواي ). الرئيس التنفيذي للشركة هو جان زيديرفيلد، الذي تم تعيينه في هذا المنصب في فبراير 2018.
في مايو 2019، أعلنت شركة ناتورا &amp; كو البرازيلية عن عزمها على شراء أفون، مع توقع إغلاق الصفقة في عام 2020.